# وارنياك بازارنك
وارنياك بازارنك (بالبولندية: Wawrzyniec Bazarnik)‏ (13 يوليو 1927 – 5 فبراير 1977) هو ملاكم بولندي راحل، مثّل بلاده في الألعاب الأولمبية الصيفية 1948.

## روابط خارجية
وارنياك بازارنك على موقع أوليمبيديا (الإنجليزية)
- وارنياك بازارنك على موقع اللجنة الأولمبية البولندية (مؤرشف) (البولندية)